# Joe Worrall
Joseph Adrian Worrall (* 10. ledna 1997 Nottingham) je anglický profesionální fotbalista, který hraje na pozici středního obránce za anglický klub Nottingham Forest FC, jehož je kapitánem. Je také bývalým anglickým mládežnickým reprezentantem.

## Klubová kariéra

### Nottingham Forest
Worrall nastoupil do akademie Nottinghamu Forest v říjnu 2011. V lednu 2016 odešel na měsíční hostování do Dagenham & Redbridge, který hrál League Two. Worrall debutoval v A-týmu Forestu 29. října 2016 na hřišti Readingu a zápas skončil prohrou Nottinghamu 2:0. V sezóně 2016/17 se stal stabilním členem mužstva a v jarní části se probojoval do základní sestavy. 27. února 2017 podepsal Worrall novou smlouvu s Nottinghamem Forest do roku 2020.

#### Rangers (hostování)
V závěru sezóny 2017/18 přišel o místo v základní sestavě, a tak v létě 2018 zamířil na roční hostování do skotského klubu Rangers FC.

#### Návrat do Nottinghamu
Po hostování v Rangers se Worrall stal klíčovým hráčem Nottinghamu Forest pod vedením nového manažera Sabriho Lamouchiho a v sezóně 2019/20 nastoupil do všech ligových zápasů. V únoru 2020 prodloužil svou smlouvu v klubu o další čtyři roky.
V sezóně 2021/22 Worrall pravidelně vedl tým jako kapitán během absence Lewise Grabbana. Hrál klíčovou roli při postupu Forest do Premier League a při finálovém vítězství 1:0 ve Wembley nad Huddersfieldem byl kapitánem. Worrall byl v sezóně spolu se svými spoluhráči Ryanem Yatesem a Djedem Spencem zařazen do nejlepší jedenáctky sezóny EFL Championship.
Před sezónou 2022/23 byl oficiálně zvolen novým kapitánem mužstva. 6. srpna 2022 si odbyl svůj debut v Premier League, a to při prohře 0:2 s Newcastlem United. Během své první sezóny v anglické nejvyšší soutěži odehrál 30 utkání, v nichž vstřelil 1 branku a pomohl Nottinghamu k udržení se v Premier League.